# Juden in Kirchberg
Juden in Kirchberg, einer Stadt im Hunsrück, gab es bis zum Ende der 1930er Jahre. Eine nachweisbare Synagogengemeinde gab es etwa seit dem 18. Jahrhundert und bis etwa 1938/39.

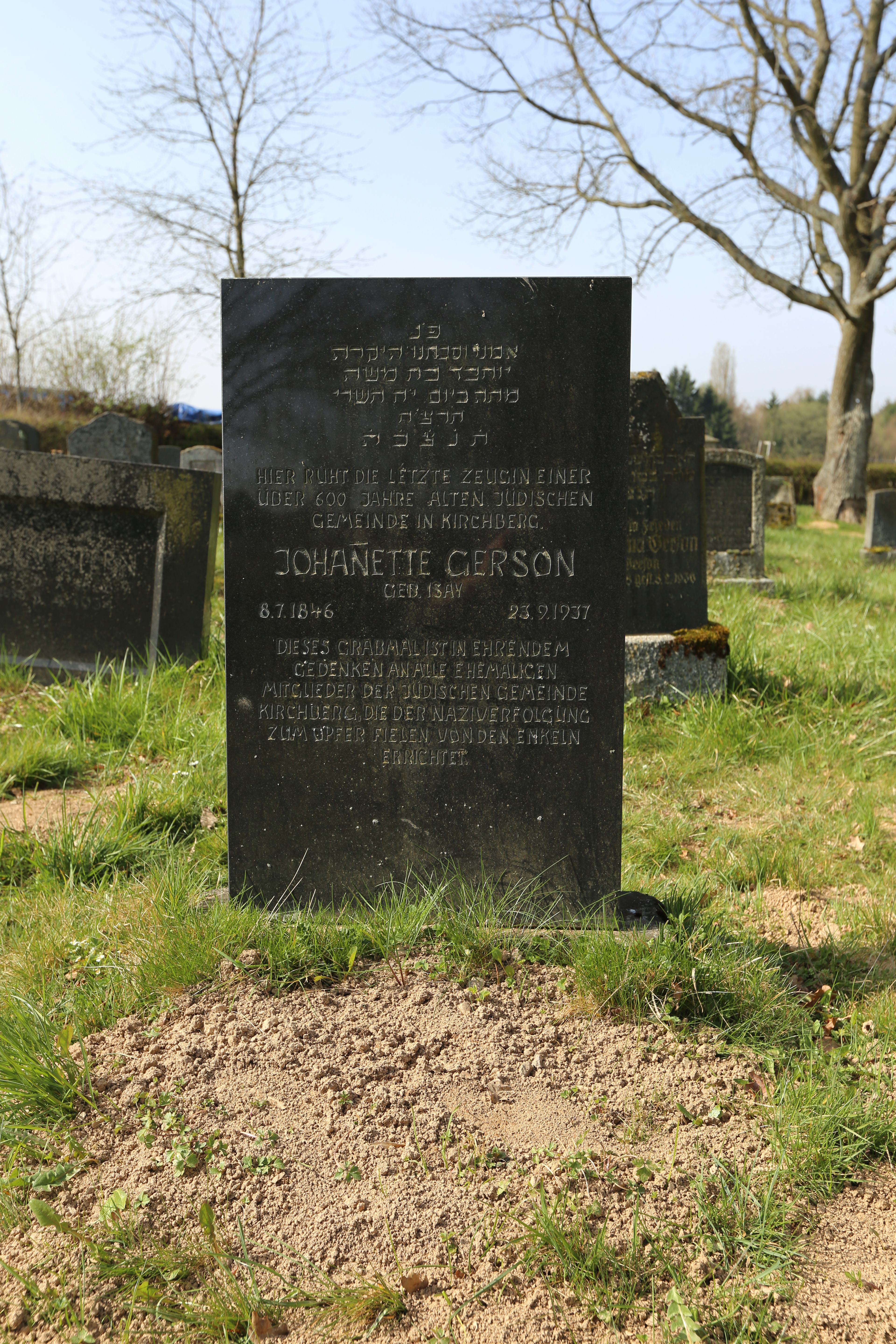
Johanette Gershon, bezeichnet als letzte Zeugin einer 600-jährigen Geschichte Kirchberger Juden

## Vorgeschichte
Erste Nennungen von Juden in Kirchberg sind 1287 (vier Juden wurden in einem Pogrom erschlagen) und in den Sponheimischen Regesten des frühen 14. Jh. aufgeführt. Sie stehen im Zusammenhang mit Geldgeschäften und dazugehörigen Verpfändungen von Ländereien und dazugehörigen Abgaben der Grafen. Nur Juden waren solche Geldgeschäfte auf Grund des Zinsverbotes möglich. Im Herbst 1337, im Verlaufe der Judenpogrome nach dem Aufkommen der Legende des angeblich geschändeten Werner von Oberwesel, hat sich Graf Walram die Stimmung zu Nutze gemacht und alle Trierer Juden in Kirchberg und damit seine Gläubiger umbringen lassen. Seine eigenen Sponheimer Juden wurden verschont, mussten aber Kirchberg verlassen. Ab da schweigen die Quellen.

## Neuzeit
Kirchberg war mit seiner Funktion als Residenz und Marktort ideal für die zu allermeist als Viehhändler tätigen Juden, die in der Landjudenschaft organisiert waren. Insbesondere nach der Einführung der Religionsfreiheit und der Trennung von Staat und Kirche in der Franzosenzeit nahm die Zahl der jüdischen Einwohner in Kirchberg zu. So wurden 1820: 58, 1856: 96 und trotz Auswanderung von etwa 50 Personen in der zweiten Hälfte des 19. Jahrhunderts 1903: 80 und als Höhepunkt 1926 mit wieder 95 jüdische Einwohner gezählt. 1933 wohnten noch 67 jüdische Einwohner in der Stadt.
Die Liste der auf Grund des Napoléonischen Namensdekrets von 1808 erstellte Liste für Kirchberg führt neun Familien mit 45 Familienangehörigen auf, von denen alleine fünf Viehhändler waren. Auch der Rabbiner Amschel Kahn, der nun mit Vornamen Anselme heißt und als Lehrer genannt wird, ist mit seiner Ehefrau und drei Kindern aufgeführt. Sein Sohn Joseph ist aller Wahrscheinlichkeit nach seinem Vater nachgefolgt und später als Rabbi in Rhaunen und, 1880 in die USA ausgewandert, als Vater des amerikanischen Architekten Albert Kahn bekannt geworden.
Nachdem bereits in der zweiten Hälfte des 18. Jahrhunderts neben der Auswanderung nach Übersee ein Zuzug in die Städte erfolgt war, verstärkte sich dieser Trend in den 1930er Jahren durch die Judenverfolgung im Dritten Reich, so wanderten damals 46 in die größeren Städte ab, davon allein 31 nach Köln und 15 in die USA. Außer den Geschäften von jüdischen Inhabern wurden auch die Kirchberger Viehmärkte von der SA kontrolliert, sie sollten ebenfalls judenfrei sein. Damit war aber das Ende der Viehmärkte besiegelt. 1938 sollen alle Juden Kirchberg verlassen haben. Der wohl letzte Jude, der Landwirt Julius Hirsch, wurde in der Pogromnacht 1938 aus seinem Versteck in seiner Scheune aufgespürt und mit Heugabeln auf den Marktplatz getrieben. Er konnte sich schwer verletzt in die Bäckerei von Julius Wullenweber flüchten, der ihn versteckte, und wo er ärztliche Hilfe bekam. Von den ehemals Kirchberger Juden wurden zwischen 1942 und 1945 etwa 70 Opfer der Shoa.

## Synagoge
1817 erbaute die jüdische Gemeinde in der damaligen Affengasse, der heutigen Glöcknergasse, eine Synagoge beziehungsweise kaufte ein Haus, um es zu einer Synagoge umzubauen. Im Erdgeschoss waren Schulräume und eine kleine Lehrerwohnung, der Gebetsraum war im Obergeschoss. Um 1856 war die Bausubstanz allerdings so schlecht geworden, dass der Neubau einer Synagoge nötig war. Aus Geldmangel der kleinen Gemeinde konnte erst 1883 mit dem Neubau auf den Fundamenten des Vorgängerbaus begonnen werden. Das Gebäude hatte je zwei Rundbogenfenster auf den Seiten und wurde auf den alten Fundamenten errichtet. 1938 wurde das Gebäude in Brand gesteckt, konnte aber von besorgten Anwohnern gelöscht werden, nur die Kultgegenstände wurden auf offener Straße verbrannt. Der Bau wurde anschließend der Stadt übertragen, die Kosten für die Fürsorge von jüdischen Gemeindeangehörigen geltend machte und nichts bezahlte. Danach wurde das Gebäude als Lokal für die Hitlerjugend, als Kriegsgefangenenlager und nach 1959, vom Musikverein für 4000 DM angekauft, als Übungslokal genutzt. 1970 wurde das Grundstück an den Nachbarn verkauft, der das Gebäude 1972 abriss.
Als weitere Kultorte existierten eine Mikwe und seit mindestens 1830 ein Jüdischer Friedhof an der Metzenhausener Straße, der bis 1937 genutzt wurde.

## Gedenken

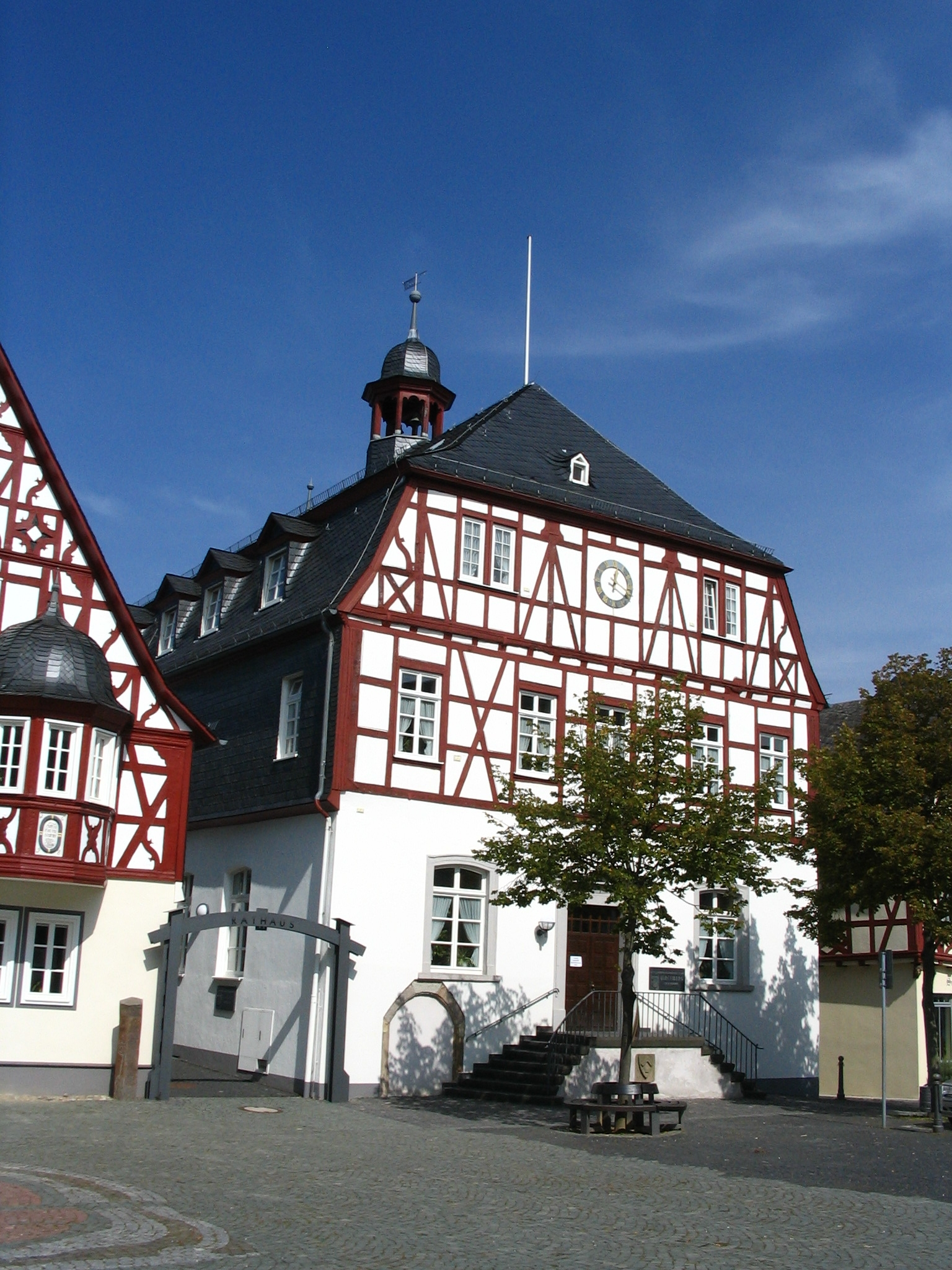
Gedenk-Basalt-Säule vor der Tourist-Information neben dem Rathaus

Auch in Kirchberg hat man sich erst spät mit der Geschichte der jüdischen Mitbürger beschäftigt, so sind in den Veröffentlichungen zur 700-Jahr-Feier der Stadt keinerlei Hinweise zu ihrem Schicksal zu finden. Erst im November 1998 wurde von der Stadt auf dem Marktplatz vor der Tourist-Information ein Gedenkstein für die ermordeten Juden aus der Stadt errichtet. Ein Bild des Steins bringt der offizielle Stadtführer von 2010 auf Seite 8. Die Schriftenreihe zur Geschichte der Stadt Kirchberg bringt in Bd. 2 von 2000 erstmals eine Monographie und Dokumentation zur Geschichte der Juden in Kirchberg.
1981 wurde in Kirchberg der deutschen Spielfilm „Regentropfen“ gedreht. Der autobiografische Film des in Kirchberg geborenen Autors und Schauspielers Harry Raymon erzählt eine Geschichte jüdischer Kinder während des Faschismus in Deutschland. Die Rollen wurden u. a. mit den Darstellern Elfriede Irrall, Walter Renneisen, Giovanni Früh, und Pit Krüger besetzt. „Regentropfen“ war Film des Monats Juni 1982 der Jury der Evangelischen Filmarbeit.